# Tanlajás
Tanlajás (del huasteco: Tan Lajas ‘Lugar de lajas’) es una localidad del estado mexicano de San Luis Potosí, cabecera del municipio homónimo.

## Toponimia
El nombre Tanlajás se interpreta como una combinación de la palabra huasteca tam, que significa «lugar», con la palabra «lajas».

## Geografía
Se encuentra en la ubicación 21°39′54″N 98°53′8″O / 21.66500, -98.88556, a una altitud de 120 m s. n. m., y una distancia aproximada de 300 km de la capital del estado.

La zona urbana ocupa una superficie de 0.6369 km².

## Demografía
Según los datos registrados en el censo de 2020, la población de Tanlajás es de 1439 habitantes, lo que representa un crecimiento promedio de 0.80% anual en el período 2010-2020 sobre la base de los 1331 habitantes registrados en el censo anterior. Al año 2020 la densidad poblacional era de 2260 hab/km².
| Gráfica de evolución demográfica de Tanlajás entre 2000 y 2020    |
|                                                                   |
| Fuente: Instituto Nacional de Estadística Geografía e Informática |

La población de Tanlajás está mayoritariamente alfabetizada, (3.06% de personas mayores de 15 años analfabetas, según relevamiento del año 2020), con un grado de escolaridad en torno a los 10 años. El 50.17% de la población se reconoce como indígena. 

El 83.6% de los habitantes de Tanlajás profesa la religión católica.
En el año 2010 estaba clasificada como una localidad de grado medio de vulnerabilidad social. Según el relevamiento realizado, 305 personas de 15 años o más no habían completado la educación básica, —carencia conocida como rezago educativo—, y 207 personas no disponían de acceso a la salud.

## Economía
Las principales actividades económicas de la población son el comercio y la ganadería.